# Alle Jahre wieder
Alle Jahre wieder är en tysk julsång, skriven 1837 av Johann Wilhelm Hey (1789–1854) och tonsatt av Friedrich Silcher. De två sista verserna utelämnas dock ofta. Ernst Anschütz och Christian Heinrich Rinck skrev också texten.
Sången användes 1967 som titel till filmen Alle Jahre wieder av Ulrich Schamoni.

### Fotnoter
1. ↑  Alle Jahre wieder på Internet Movie Database (engelska)